# محطة عود ميثاء (مترو دبي)
محطة عود ميثاء (بالإنجليزية: Oud Metha station)‏؛ هي محطة نقل سريع على الخط الأخضر لشبكة مترو دبي التي تخدم دبي في الإمارات العربية المتحدة.